# Macrons
Els macrons (en llatí macrones, en grec antic Μάκρωνες), eren una poderosa tribu de la part oriental del Pont a les muntanyes Moschoci.
Heròdot i Xenofont en parlen, i els descriuen amb un cert detall. Anaven decorats amb elements fets de cabells i per la guerra feien servir cascos de fusta, escuts petits de vímet, i llances curtes amb puntes llargues. Flavi Josep observa que tenien el costum de la circumcisió. Estrabó diu que a la seva època, els que abans es deien macrons van canviar el seu nom pel de sanni o sànons (potser Tsanars), però Plini el Vell parla dels sanni i dels macrones com a dos pobles diferents.
Sembla que eren una tribu semisalvatge fins al temps de Justinià I, quan es van introduir costums grecs i el cristianisme en aquell poble.